# تحرک نظامی
تحرک نظامی (انگلیسی: Mobility) در اصطلاح نظامی به توانایی یک سیستم تسلیحاتی، واحد رزمی یا نیروی مسلح برای حرکت به سمت یک هدف نظامی اشاره دارد. نیروهای رزمی با تحرک بالاتر قادرند سریع‌تر و یا در زمین‌های ناهموارتر نسبت به نیروهایی با تحرک کمتر حرکت کنند.
تحرک به‌عنوان یک جزء حیاتی از میدان نبرد مدرن در نظر گرفته می‌شود، زیرا توانایی رساندن سریع سیستم‌های تسلیحاتی یا واحدهای رزمی به هدفشان اغلب می‌تواند به معنای تفاوت بین پیروزی و شکست باشد. ارتش‌های سراسر جهان در طول ۱۰۰ سال گذشته تحرک خود را به‌طور چشمگیری افزایش داده‌اند. به‌عنوان مثال، در جنگ جهانی اول، اکثر واحدهای رزمی می‌توانستند در میدان نبرد تنها با سرعتی که یک سرباز می‌توانست راه برود، حرکت کنند. در مواجهه با قدرت آتش بسیار زیاد مسلسل‌ها و توپخانه، که منجر به بن‌بست و ناتوانی در مانور دشمن شد. تا جنگ جهانی دوم، تحرک در میدان نبرد با توسعه تانک و با وسایل نقلیه زنجیری و سایر وسایل نقلیه مکانیزه، برای انتقال نیروها در امتداد و در سراسر جبهه نبرد حتی در زیر آتش، بسیار بهبود یافته بود.
از پایان جنگ جهانی دوم، ارتش‌ها به توسعه تحرک خود ادامه داده‌اند. برای مثال، تا دهه ۱۹۸۰، سفرهای بین قاره‌ای از دریایی به هوایی تغییر یافت و نیروهای نظامی را قادر ساخت تا به جای چند هفته، ظرف چند ساعت یا چند روز از یک نقطه جهان به نقطه دیگر منتقل شوند.
همچنین از تحرک به‌عنوان یک عامل تقویت‌کننده نبرد یاد شده است. یک واحد بسیار متحرک می‌تواند از تحرک خود برای درگیر شدن با چندین برابر قدرت رزمی واحدهای کم‌تحرک‌تر خود استفاده کند. به‌عنوان مثال، لشکرهای زرهی آلمان در جنگ جهانی دوم معادل دو یا سه لشکر پیاده‌نظام در نظر گرفته می‌شدند، بخشی به دلیل تحرک بالاتر و بخشی به دلیل قدرت آتش ذاتی بیشترشان.
با توسعه سریع قابلیت‌های اطلاعاتی، نظارتی، هدف‌یابی و شناسایی، تحرک اهمیت بیشتری پیدا می‌کند. در سال ۲۰۱۶، رئیس ستاد مشترک نیروهای مسلح ایالات متحده، ژنرال مارک الکساندر میلی، اظهار داشت که «در میدان نبرد آینده، اگر بیش از دو یا سه ساعت در یک مکان بمانید، خواهید مرد، با پهپادها و حسگرهای دشمن که دائماً در جستجوی اهداف هستند، حتی زمانی برای چهار ساعت خواب بی‌وقفه وجود نخواهد داشت.»
تحرک نظامی همچنین بر پایه سه سطح شناخته‌شدهٔ جنگ تعریف شده است: تاکتیکی، عملیاتی و استراتژیک. تحرک تاکتیکی توانایی حرکت در زیر آتش است. تحرک عملیاتی توانایی جابجایی افراد و تجهیزات در منطقهٔ عملیاتی به نقطهٔ تعیین‌کنندهٔ نبرد است. تحرک استراتژیک توانایی جابجایی نیروهای مسلح به منطقهٔ عملیاتی است.
در جنگ جهانی اول، اکثر ارتش‌ها فاقد تحرک تاکتیکی بودند، اما از طریق استفاده از راه‌آهن از تحرک استراتژیک خوبی برخوردار بودند، در نتیجه وضعیتی ایجاد شد که ارتش‌ها می‌توانستند با سهولت و سرعت به جبهه اعزام شوند، اما هنگامی که به جبهه می‌رسیدند، به دلیل ناتوانی در حرکت در زیر آتش، دچار مشکل می‌شدند.